# Ford M151
Il Ford M151 è stata l'ultima evoluzione della jeep, almeno nel suo concetto classico.
Era conosciuta con l'acronimo M.U.T.T. (Military Utility Tactical Truck) ed era un veicolo militare prodotto dalla Ford.
Esso ha sostituito veicoli precedenti come l'M38, e tra gli anni cinquanta e ottanta ha conosciuto una tale diffusione da essere adottato in oltre 100 forze armate del mondo, in un numero elevatissimo di esemplari.
A causa del copyright, il veicolo non poteva avere le sette barre verticali nella griglia di fronte come la Jeep, e per questo il modello monta delle barre orizzontali.
Messa in produzione alla fine degli anni cinquanta, divenne in breve uno dei veicoli più utilizzati durante la Guerra del Vietnam.
È un veicolo da ¼ di tonnellata (nel senso della capacità di trasporto in terreno vario), con trazione 4x4 e struttura assolutamente convenzionale, con abitacolo scoperto, dotato di un tetto in tela, motore anteriore, cambio manuale, ammortizzatori pneumatici e sospensioni a spirale. Può trasportare 362 kg fuoristrada (554 su strada), mentre la capacità di traino è rispettivamente 680 o 970 kg. È stato usato in un gran numero di configurazioni come il modello anticarro con un lanciamissili TOW, oppure, precedentemente, con un cannone senza rinculo M40.
Dagli anni '80 viene prodotta soltanto per l'esportazione, in quanto è stata sostituita dall'Humvee, il nuovo mezzo dell'esercito americano.

## Varianti
- M151 (1960) - Versione iniziale
- M151A1 (1964) - Lievi modifiche alle sospensioni posteriori per il trasporto di carichi più pesanti.
  - M151A1C - La M151A1C e M825 erano equipaggiate con un cannone senza rinculo M40A1 da 106mm su affusto M79 oltre ad un certo numero di munizioni. L'equipaggio si componeva di un conducente e un servente al pezzo. L'autonomia massima su strada era pari a 442 km.
- M151A2 (1968) - La A2 fu sottoposta ad una sostanziale revisione delle sospensioni posteriori al fine di migliorare la sicurezza e la maneggevolezza nelle curve strette.
- M718A1 - Ambulanza da prima linea con una cabina più lunga per permettere il trasporto di lettighe

## Galleria d'immagini

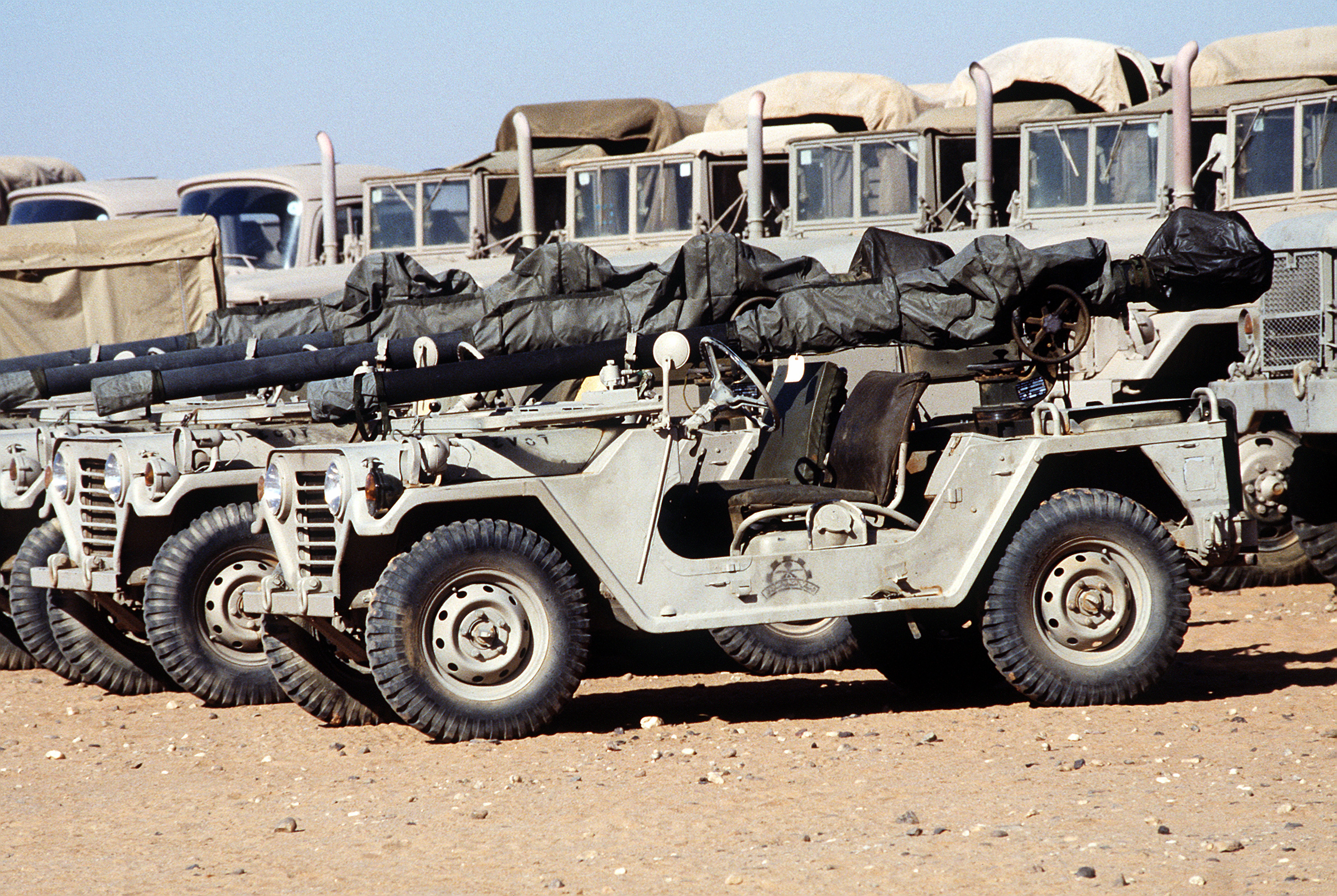
M151 in servizio in Arabia Saudita
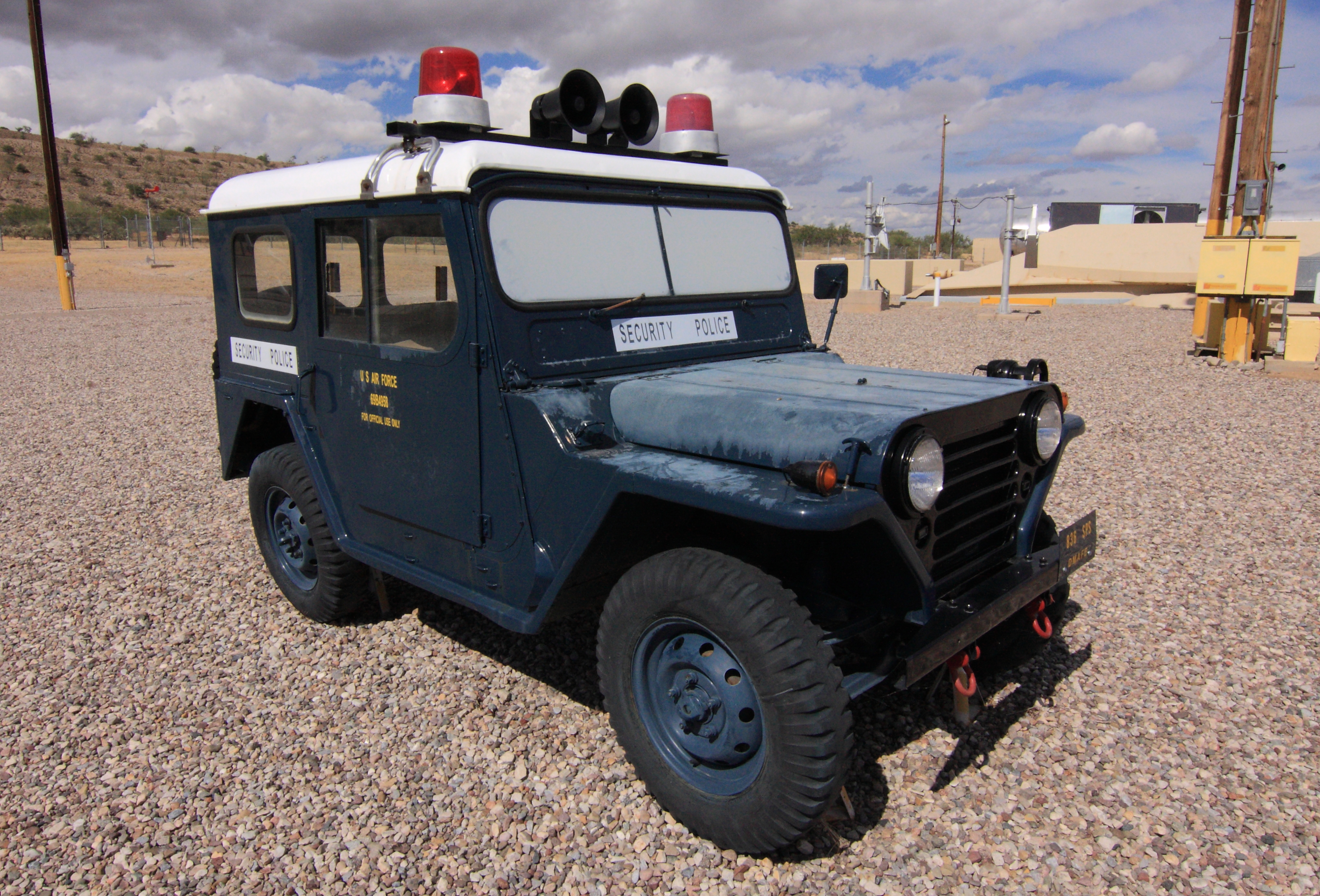
Una Ford M151A1
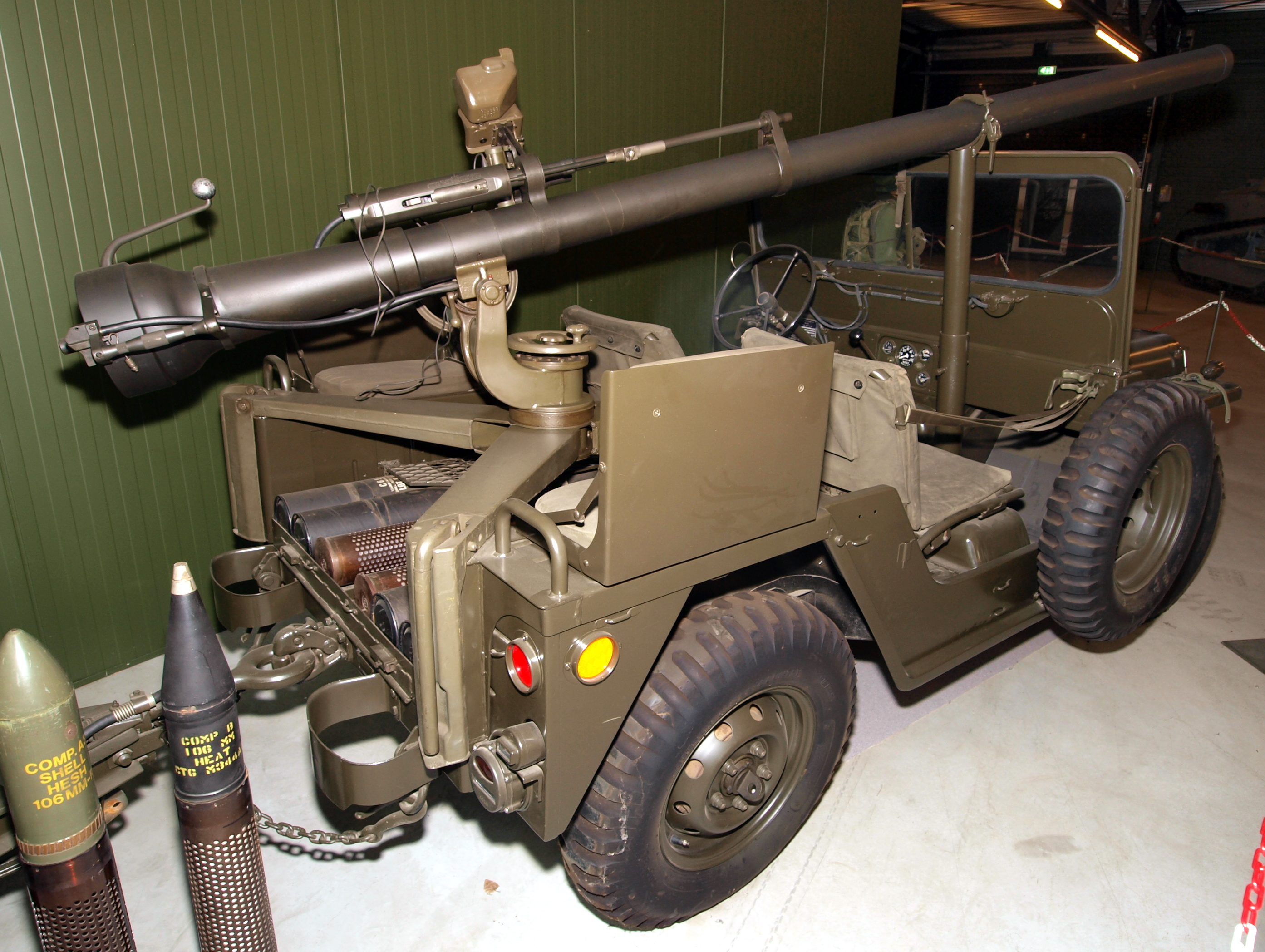
Una Ford M151A1C